# Руса, Стюарт Аллен
Стю́арт А́ллен «Стю» Ру́са (англ. Stuart Allen "Stu" Roosa; 16 августа 1933 года — 12 декабря 1994 года) — астронавт США, один из 24 человек, летавших к Луне.

## Ранние годы и образование
Родился в Дуранго (штат Колорадо), а вырос в Клэрморе (Оклахома). Учился в Университете штата Оклахома и Университете Аризоны, а затем получил степень бакалавра наук по авиационной технике с отличием в Колорадском университете в Боулдере в 1960 году.

## Служба до НАСА
C 1953 года на службе в ВВС. Начальную лётную подготовку прошёл на авиабазе Вильямс, штат Аризона. После окончания школы пилотов аэрокосмических исследований он служил летчиком-испытателем на авиабазе Эдвардс в Калифорнии. Эту должность он занимал с сентября 1965 года до мая 1966 года, до перехода в НАСА.

## Карьера в НАСА
Стюарт Руса был в составе экспедиции «Аполлон-14», третьей высадке людей на Луну. Он участвовал в качестве командира орбитального модуля, то есть он не ступал на поверхность Луны.
В личном багаже пилота командного модуля Стюарта Русы находились на окололунной орбите примерно 500 семян деревьев. После полёта из семян были выращены саженцы, которые затем в середине 70-х годов XX века были посажены во многих штатах США и в некоторых зарубежных странах. «Лунные деревья» стали живым памятником программе «Аполлон» и персонально Стюарту Русе.
После «Аполлона-14» Руса служил резервным пилотом командного модуля для миссий «Аполлон-16» и «Аполлон-17».
В 1971 году был награждён медалью НАСА «За выдающиеся заслуги». Ушёл в отставку в 1976 году в звании полковника ВВС.

## После НАСА
12 декабря 1994 года Руса скончался в возрасте 61 года в Вашингтоне от осложнений панкреатита. Похоронен на Арлингтонском национальном кладбище.